# Lijst van personen uit Reykjavik
Deze alfabetische lijst van personen uit Reykjavik bevat mensen die in deze IJslandse stad zijn geboren of hebben gewoond. 

## Geboren

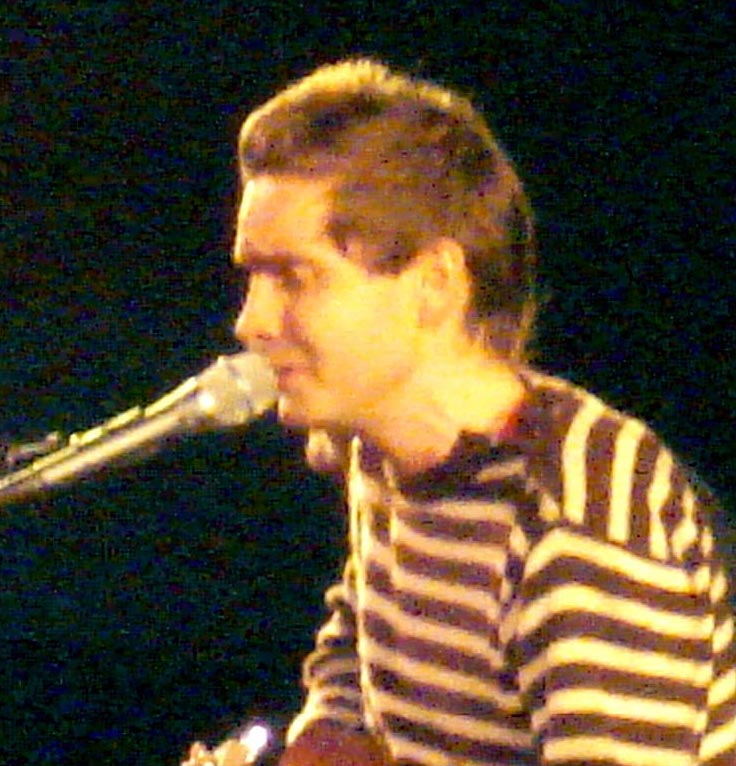
Jón Þór Birgisson

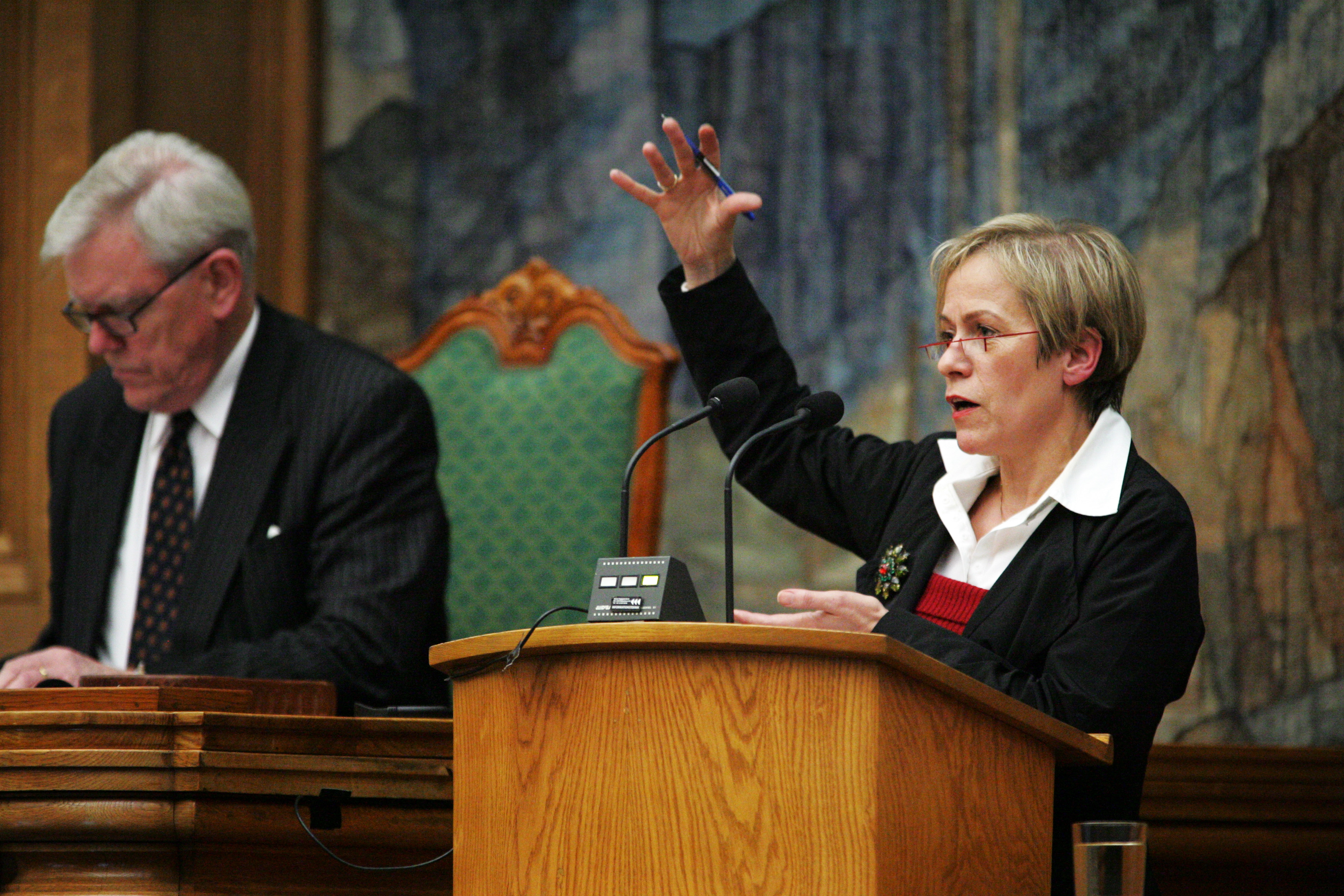
Ingibjörg Sólrún Gísladóttir (r)

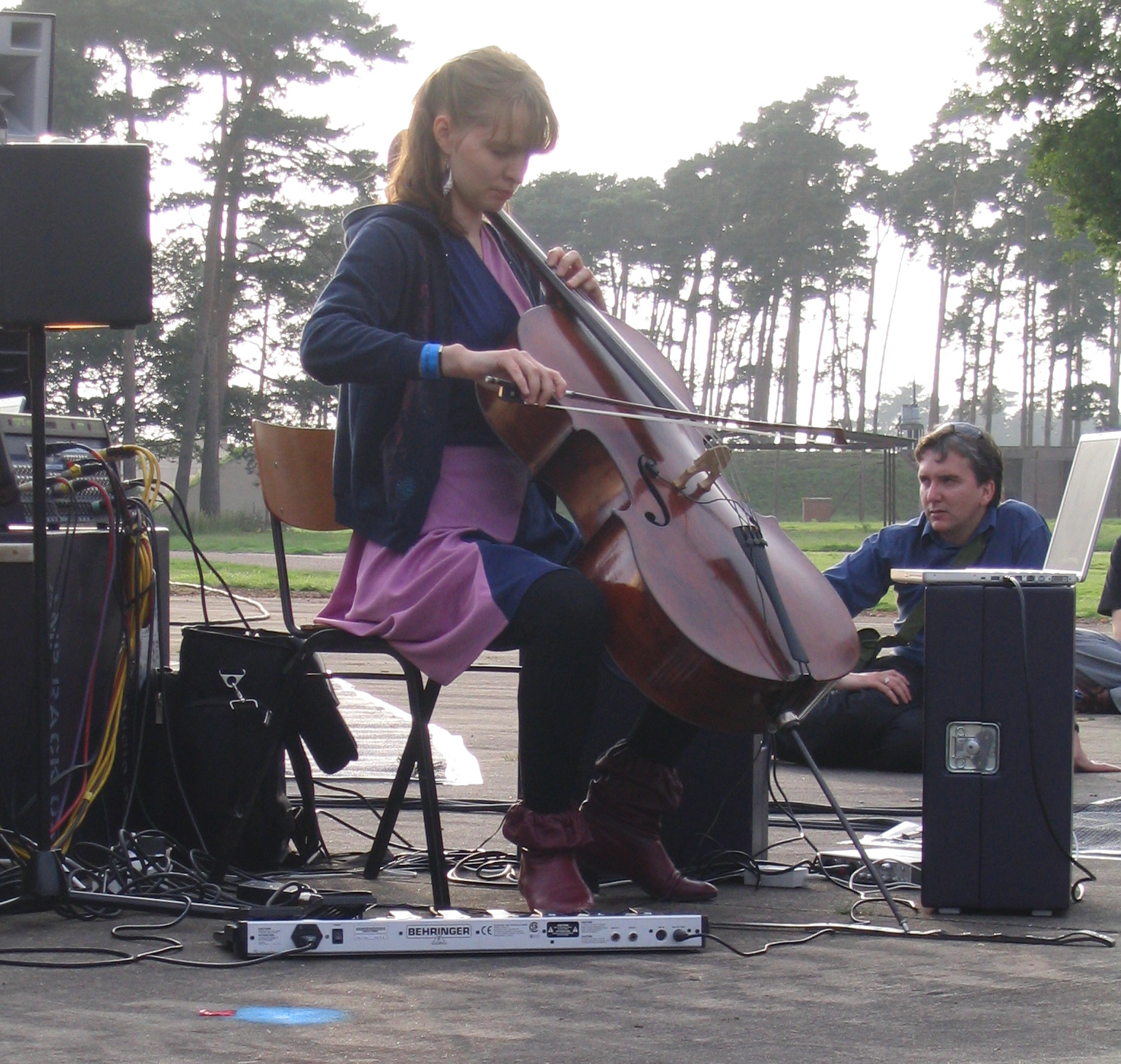
Hildur Guðnadóttir (l)

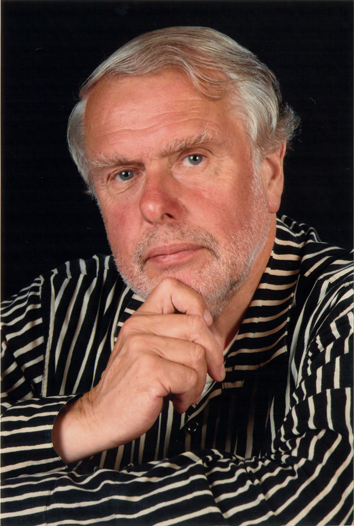
Jón Kristinsson

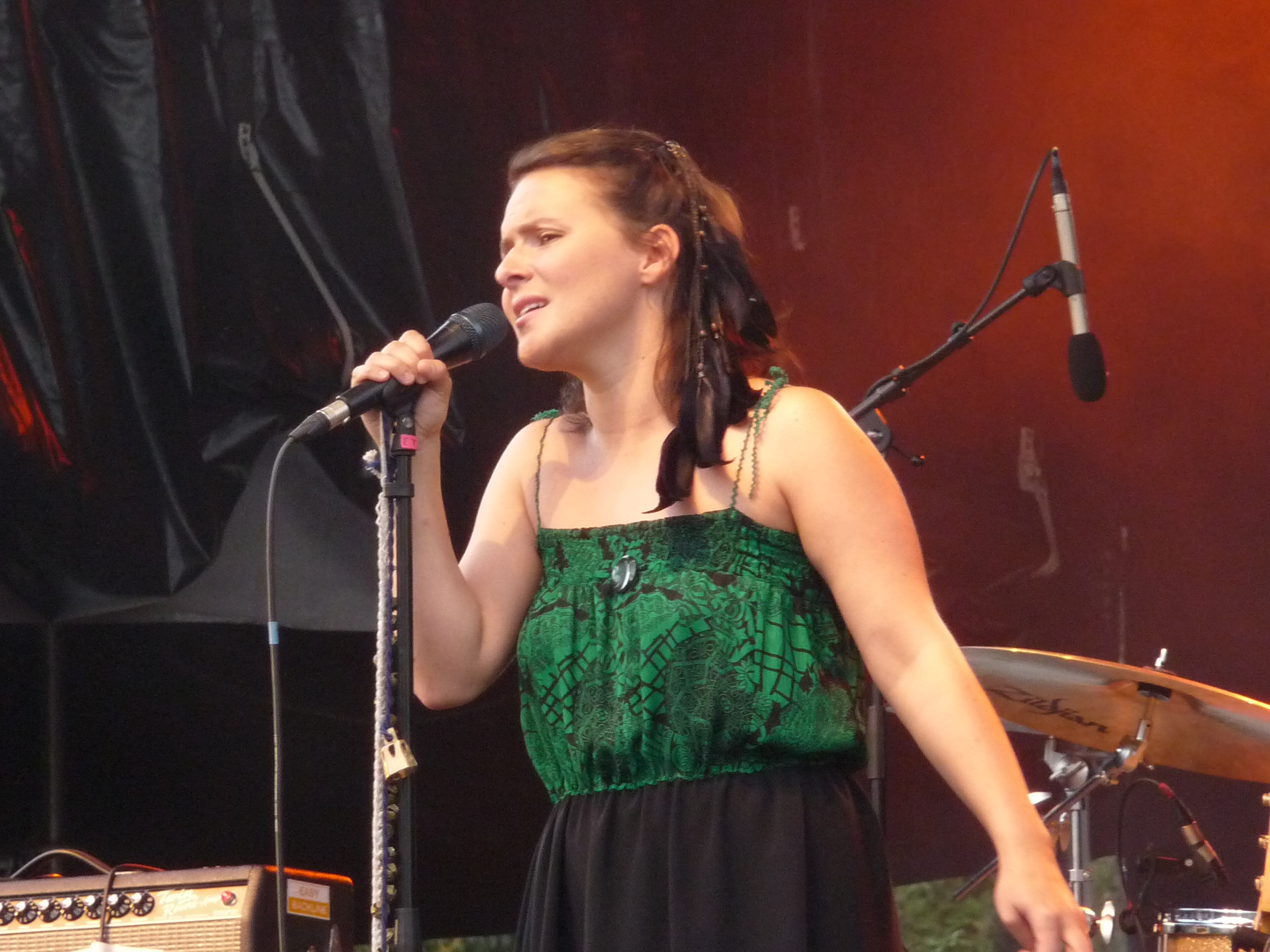
Emilíana Torrini

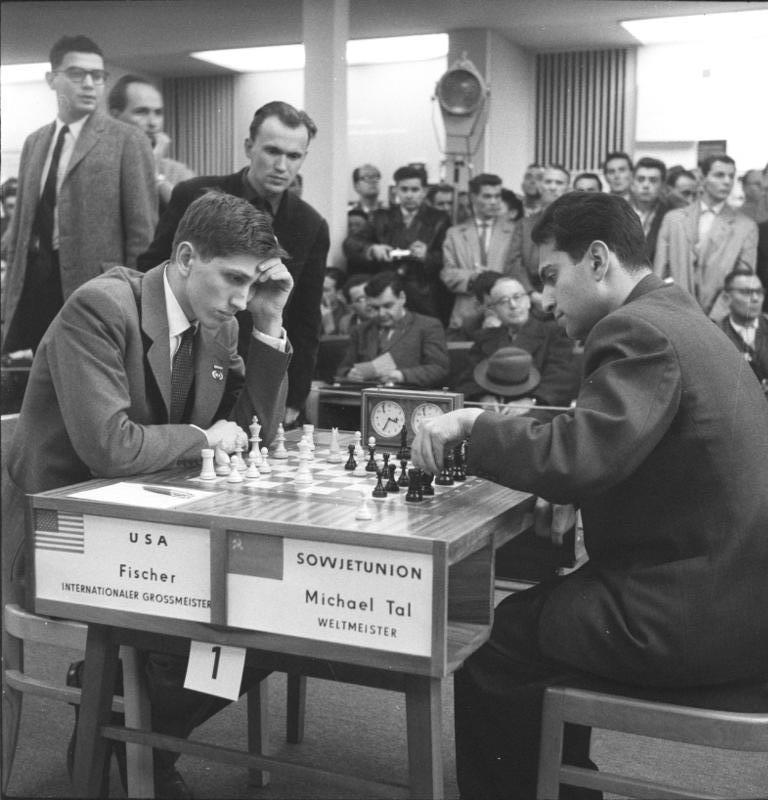
Bobby Fischer (l)

- Hildur Antonsdóttir (1995), voetbalster
- Ólöf Arnalds (1980), singer-songwriter
- Jón Gunnar Árnason (1931-1989), beeldhouwer
- Halla Margrét Árnadóttir (1964), zangeres
- Örn Arnarson (1981), zwemmer
- Bjarni Benediktsson (1970), politicus
- Einar Örn Benediktsson (1962), zanger en trompettist
- Daði Bergsson (1995), voetballer
- Jón Þór Birgisson (1975), zanger en gitarist
- Hera Björk (1972), zangeres
- Selma Björnsdóttir (1974), zangeres
- Anita Briem (1982), actrice
- Vigdís Finnbogadóttir (1930), politica; president 1980-1986
- Alfreð Finnbogason (1989), voetballer
- Vala Flosadóttir (1978), atlete
- Friðrik Þór Friðriksson (1954), filmregisseur en acteur
- Kristrún Frostadóttir (1988), IJslandse politica, premier van IJsland en econome
- Ingibjörg Sólrún Gísladóttir (1967), politica
- Rúrik Gíslason (1988), voetballer
- Jón Gnarr (1967), acteur en politicus
- Arnar Grétarsson (1972), voetballer en voetbalbestuurder
- Arnór Guðjohnsen (1961), voetballer
- Eiður Guðjohnsen (1978), voetballer
- Björk Guðmundsdóttir (1965), zangeres en singer-songwriter
- Albert Guðmundsson (1997), voetballer
- Jóhann Berg Guðmundsson (1990), voetballer
- Hildur Guðnadóttir (1982), celliste en componiste
- Sverrir Gudnason (1978), Zweeds acteur
- Hannes Þór Halldórsson (1984), voetballer (doelman)
- Geir Hallgrímsson (1925-1990), politicus
- Gunnar Hansen (1947-2015), Amerikaans acteur
- Agnar Helgason (1968), antropoloog
- Hjörtur Hermannsson (1995), voetballer
- Hermann Hreiðarsson (1974), voetballer en trainer
- Arnaldur Indriðason (1961), auteur van detectiveromans
- Katrín Jakobsdóttir (1976) politica, minister-president
- Elín Metta Jensen (1995), voetbalster
- Guðni Thorlacius Jóhannesson (1968), president van IJsland sinds 2016
- Alexandra Jóhannsdóttir (2000), voetbalster
- Jóhann Jóhannsson (1969-2018), filmcomponist
- Jón Kristinsson (1936), IJslands-Nederlands architect
- Ögmundur Kristinsson (1989), voetballer
- Rúnar Kristinsson (1969), voetballer
- Halldór Laxness (1902-1998), schrijver en Nobelprijswinnaar (1955)
- Hörður Björgvin Magnússon (1993), voetballer
- Áskell Másson (1953), componist, klarinettist en slagwerker
- Louisa Matthíasdóttir (1917-2000), IJslands-Amerikaans kunstschilderes
- Anna Mjöll (1970), zangeres
- Paul Oscar (1970), zanger
- Ari Ólafsson (1998), zanger
- Friðrik Ólafsson (1935-2025), schaakgrootmeester
- Steinunn Valdís Óskarsdóttir (1965), politica
- Orri Óskarsson (2004), voetballer
- Victor Pálsson (1991), voetballer
- Margeir Pétursson (1960), schaakgrootmeester
- Cecilía Rán Rúnarsdóttir (2003), voetbalster
- Rúnar Alex Rúnarsson (1995), voetballer (doelman)
- Birkir Már Sævarsson (1984), voetballer
- Auður Sveinbjörnsdóttir Scheving (2003), voetbalster
- Kolbeinn Sigþórsson (1990), voetballer
- Gylfi Sigurðsson (1989), voetballer
- Ingvar Eggert Sigurðsson (1963), acteur
- Ragnar Sigurðsson (1986), voetballer
- Ari Freyr Skúlason (1987), voetballer
- Ólafur Ingi Skúlason (1983), voetballer
- Tryggvi Þórhallsson (1889-1935), politicus
- Bjarni Tryggvason (1945-2022), IJslands-Canadees ruimtevaarder
- Emilíana Torrini (1977), zangeres en singer-songwriter
- Unnur Birna Vilhjálmsdóttir (1984), Miss World 2005
- Arnar Viðarsson (1978), voetballer
- Heida Reed (1988), film-, televisie- en theateractrice en model
- Bjarni Viðarsson (1988), voetballer
- Willum Þór Willumsson (1998), voetballer
- Karólína Lea Vilhjálmsdóttir (2001), voetbalster
- Kristín Sesselja (2002), zangeres
- Cecilía Rán Rúnarsdóttir (2003), voetbalster

## Overleden
- Bobby Fischer, Amerikaans schaakkampioen
- Jón Leifs, componist en dirigent
- Jón Páll Sigmarsson, gewichtheffer